# Zwischen Haß und Liebe (1936)
 Zwischen Haß und Liebe ist ein US-amerikanisches Liebesdrama aus dem Jahr 1936 mit Barbara Stanwyck und Robert Taylor in den Hauptrollen unter der Regie von W. S. Van Dyke, basierend auf einer Erzählung von George Auerbach.

## Handlung
Am Rothmore Institute in New York City bereitet sich Professor Fahrenheim darauf vor, im Rahmen eines zweijährigen Projekts in den Dschungel Südamerikas zu reisen, um ein Heilmittel für das Fleckfieber zu finden, das die Rothmore-Minen heimgesucht hat. Fahrenheims wissenschaftlicher Mitarbeiter Chris Claybourne erklärt sich bereit, ihn zu begleiten, besteht aber darauf, sich vor der Reise ein paar Wochen freizunehmen, um etwas Spaß zu haben. Chris landet in einem Glücksspielclub, der von einem krummen Gangster namens „Fish-Eye“ geführt wird, und verliert bald fünftausend Dollar auf Kredit. An diesem Abend lernt Chris das schöne Model Rita Wilson kennen, die bei seinem Glücksspielrausch mitmacht. In den kommenden Tagen verlieben sich die beiden ineinander und als sie erfährt, dass er bald in den Dschungel aufbrechen wird, überredet sie ihn zu bleiben.
Als Fish-Eye die sofortige Zahlung seiner Spielschulden verlangt, bittet Chris seinen Bruder Tom um finanzielle Unterstützung. Tom ist Rita gegenüber misstrauisch und bietet Chris an, seine Schulden zu bezahlen, aber nur, wenn er wie geplant in den Dschungel aufbricht – und ohne Rita. Chris stimmt dem Vorschlag zu und verschiebt seine Ehe mit Rita, bis er in zwei Jahren zurückkehrt. Verärgert über seine Entscheidung bricht Rita die Beziehung ab und kehrt alleine in den Glücksspielclub zurück, wo sie das Angebot von Fish-Eye annimmt, für ihn als Eskorte zu arbeiten, um wohlhabende Spieler in seinen Club zu locken, um Chris 'Schulden zu begleichen. Bald darauf besucht Tom den Spielclub und sieht Rita, die gesteht, dass sie Chris 'Schulden mit Geld bezahlt hat, das sie von ihrer Großmutter geerbt hat.
Später in diesem Jahr, an Heiligabend, kehrt Chris nach New York City zurück und erfährt, dass Tom und seine Verlobte sich getrennt haben und dass sein Bruder von seiner Position im Krankenhaus zurückgetreten ist. Als er auf eine Erklärung gedrängt wird, erzählt Tom Chris, dass er sich in Rita verliebt hat und dass sie heimlich verheiratet waren, aber später hat sie ihn verspottet und sich geweigert, bei ihm zu bleiben. Chris glaubt das Schlimmste über Rita und geht zum Glücksspielklub, um nach ihr zu suchen. Voller Reue über ihre Taten gesteht sie ihre Fehler und gibt zu, dass sie ihn immer noch liebt, nicht seinen Bruder. Chris schlägt vor, dass sie ihn als Freund in den Dschungel begleitet und darauf wartet, dass Tom einer Scheidung zustimmt, bevor sie ihre Beziehung erneuern.
Ein paar Monate später, als bekannt wird, dass Tom die Scheidung erhalten hat, erzählt Chris Rita, dass er das alles geplant hat, um es ihr für ihre Taten heimzuzahlen. Als sie ihm anbietet, sie zum Testen ihres neuen Serums zu benutzen, lehnt Chris ab und schickt sie bitter weg. Ursprünglich hatte Professor Fahrenheim geplant, das Serum an Chris zu testen, aber jetzt zweifelt er an der möglichen Gefahr für seinen Assistenten. Als Rita erfährt, dass Chris für die Tests verwendet wird, injiziert sie sich heimlich die Krankheit, um Chris zu retten. Bewegt von ihren Handlungen und der Erkenntnis, dass er sie immer noch liebt, produziert Chris mehr Serum und rettet Ritas Leben. Kurz darauf heiraten Chris und Rita und segeln zurück nach New York City.

## Hintergrund

### Besetzung
Zwischen Haß und Liebe war ursprünglich als Vehikel für Jean Harlow und Clark Gable geplant, Regie führte E. A. Dupont mit dem Arbeitstitel My Brother’s Wife. Gable wurde später durch Franchot Tone ersetzt, wobei Richard Boleslawski die Leitung übernahm. Barbara Stanwyck und Robert Taylor wurden schließlich als Hauptdarsteller für Zwischen Haß und Liebe ausgewählt, dem ersten ihrer drei gemeinsamen Filme. Stanwyck und Taylor heirateten 1939; sie wurden 1952 geschieden.

### Dreharbeiten
Nachdem W. S. Van Dyke als Regisseur engagiert worden war, wurde das 137-seitige Drehbuch in nur dreizehneinhalb Drehtagen abgedreht.

## Kritiken
In seiner Kritik für die New York Times beschrieb Frank S. Nugent den Film als „unglaublich romantisch, glänzend produziert, fachmännisch inszeniert und von der Art von Spielern bevölkert, die man am häufigsten auf den Titelseiten der Fanmagazine antrifft“. Doch trotz dieses „Triumphs der maschinengefertigten Kunst“ kritisierte Nugent die Geschichte wegen ihrer „romantischen Absurdität“ und „unerhörten Unglaubwürdigkeit“.